# Classe Sendai
La classe Sendai fu una classe di incrociatori leggeri della Marina imperiale giapponese, composta da tre unità entrate in servizio tra il 1924 e il 1925.
Riedizione dei precedenti incrociatori classe Nagara ma con differenze circa la sistemazione dell'apparato propulsivo, delle pianificate otto unità della classe solo tre furono effettivamente immesse in servizio: la costruzione delle altre fu annullata dopo l'entrata in vigore del trattato navale di Washington e la decisione della Marina giapponese di concentrarsi piuttosto sulla realizzazione di incrociatori pesanti.
Le tre unità furono impegnate operativamente nel corso della seconda guerra mondiale nel teatro dell'Oceano Pacifico, finendo tutte affondate in scontri con le forze degli Stati Uniti d'America: il Sendai e il Jintsu furono affondati in scontri di superficie contro unità navali nemiche (rispettivamente la battaglia della baia dell'imperatrice Augusta del 2 novembre 1943 e la battaglia di Kolombangara del 13 luglio 1943), mentre il Naka fu colato a picco a Truk il 17 febbraio 1944 da attacchi delle portaerei statunitensi.

## Caratteristiche

### Il progetto

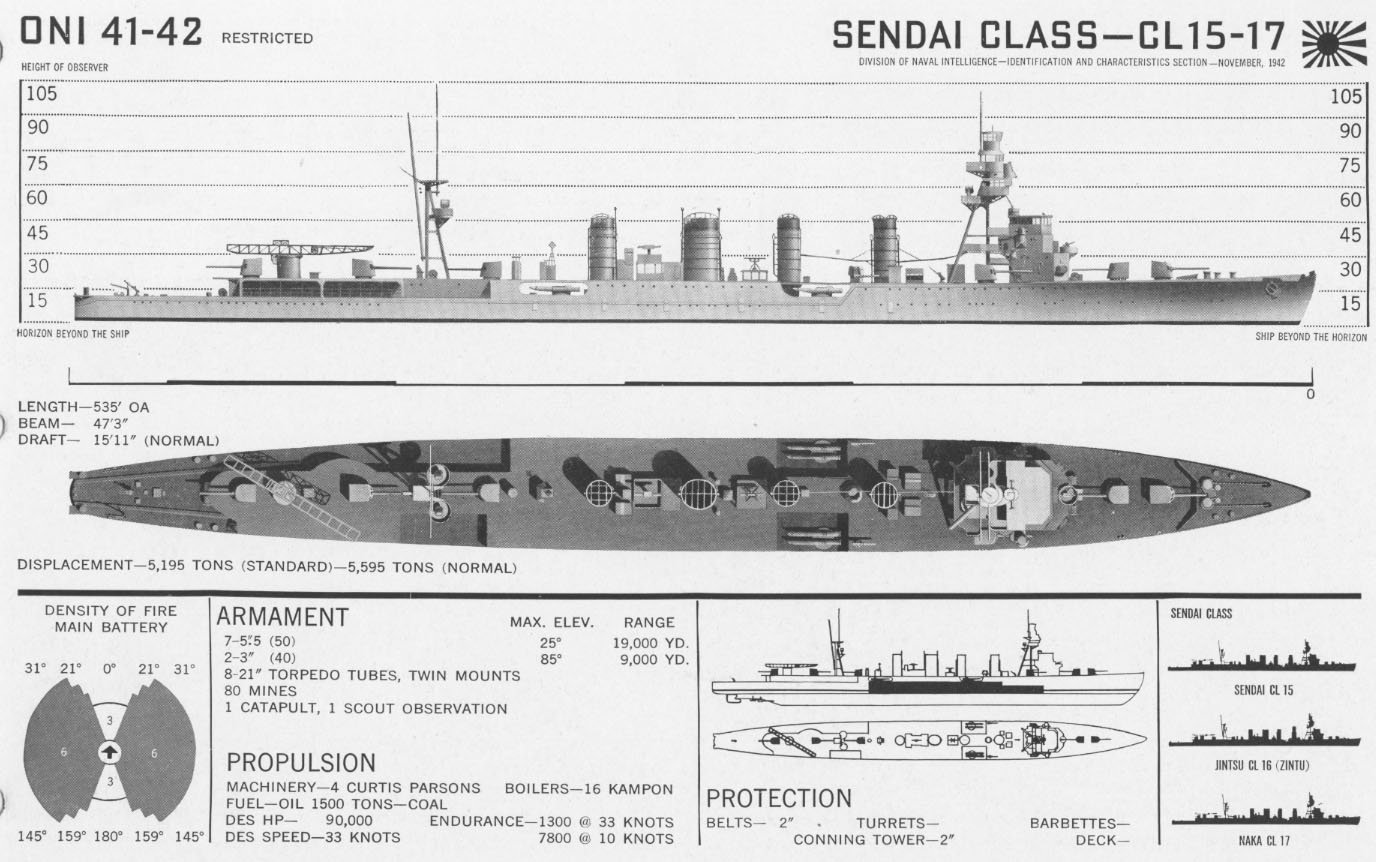
Schema delle unità

La classe Sendai venne ordinata nel 1920, nell'ambito del vasto programma di costruzioni navali approvato quell'anno e noto come Hachihachi Kantai (letteralmente "Flotta otto-otto", dal numero di dreadnought e incrociatori da battaglia che ci si riproponeva di costruire): la costruzione di quattro unità fu autorizzata per l'anno fiscale 1920-1921, e quella di altre quattro unità identiche per l'anno fiscale 1921-1922; il progetto ricalcava quasi in toto quello dei precedenti sei incrociatori leggeri classe Nagara autorizzati nel programma di costruzioni navali del 1917-1918, ma con varie modifiche per quanto riguardava l'apparato motore. Quattro unità della classe furono effettivamente impostate nel 1922 (il Naka fu reimpostato nel 1924, dopo che lo scafo in costruzione finì distrutto nel grande terremoto del Kantō del 1923), ma solo tre vennero completate: dopo la firma da parte del Giappone del trattato navale di Washington del 6 febbraio 1922, la costruzione della quarta unità, non ancora varata, venne annullata come pure quella delle successive quattro unità del secondo lotto programmato, visto che la Marina giapponese decise di destinare fondi e attenzione per la nuova categoria degli "incrociatori pesanti" regolamentata dal trattato. Di fatto i Sendai rimasero l'ultima classe di incrociatori leggeri giapponesi progettata negli anni 1910-1920, e l'attenzione stessa della Marina giapponese per la loro categoria non riprese se non con la classe Agano progettata alla fine degli anni 1930.
Lo scafo dei Sendai era lungo fuori tutto 163 metri (152,4 metri tra le perpendicolari, 158,5 metri alla linea di galleggiamento), per una larghezza massima di 14,2 metri e un pescaggio di 4,91 metri; alla costruzione il dislocamento standard si aggirava sulle 5 195 tonnellate, cifra che saliva a 7 100 tonnellate con la nave a pieno carico. Dimensioni e struttura dei Sendai erano di fatto identiche a quelle dei precedenti Nagara e la differenza strutturale più vistosa era limitata al fatto che i Sendai disponevano di un fumaiolo in più (quattro contro i tre dei Nagara). L'equipaggio ammontava a 450 tra ufficiali e marinai.

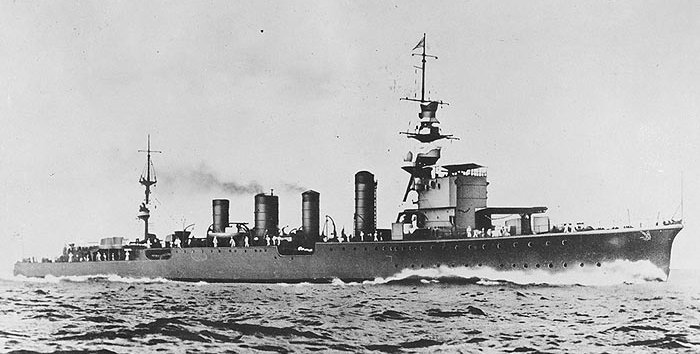
Il Jintsu in navigazione

L'apparato motore dei Sendai era analogo a quello dei Nagara, ma con una differente sistemazione all'interno dello scafo. La propulsione era garantita da quattro turbine a vapore (della Mitsubishi-Parsons-Gihon per il Sendai e il Naka, della Kawasaki-Brown-Curtis per il Jintsu) alimentate da dodici caldaie Kampon ad alimentazione mista olio combustibile-carbone. La potenza complessiva si aggirava sui 90 000 shp, il che garantiva una velocità massima di 35,2 nodi (65,2 km/h); l'autonomia si aggirava sulle 6 000 miglia nautiche (11 000 km) alla velocità di crociera di 15 nodi (28 km/h).
L'armamento principale dei Sendai era rappresentato da sette cannoni da 140 mm Type 3, alloggiati in altrettanti impianti singoli scudati: due a prua uno dietro l'altro, uno su ogni lato della torre di comando e tre a poppa sempre uno dietro l'altro; la protezione antiaerea era data da due cannoni da 76 mm Type 3 e due mitragliatrici da 6,5 mm, collocate a centro nave. L'armamento silurante era rappresentato da quattro impianti binati di tubi lanciasiluri da 610 mm e le navi potevano inoltre imbarcare e rilasciare 48-80 mine navali; era infine possibile l'imbarco di un idrovolante da ricognizione, calato in mare e recuperato tramite una gru. La protezione era data da una cintura corazzata spessa 64 mm e un ponte corazzato spesso 29 mm; la torre di comando aveva una blindatura spessa 51 mm sui fianchi e 25 mm sul tetto.

### Modifiche successive

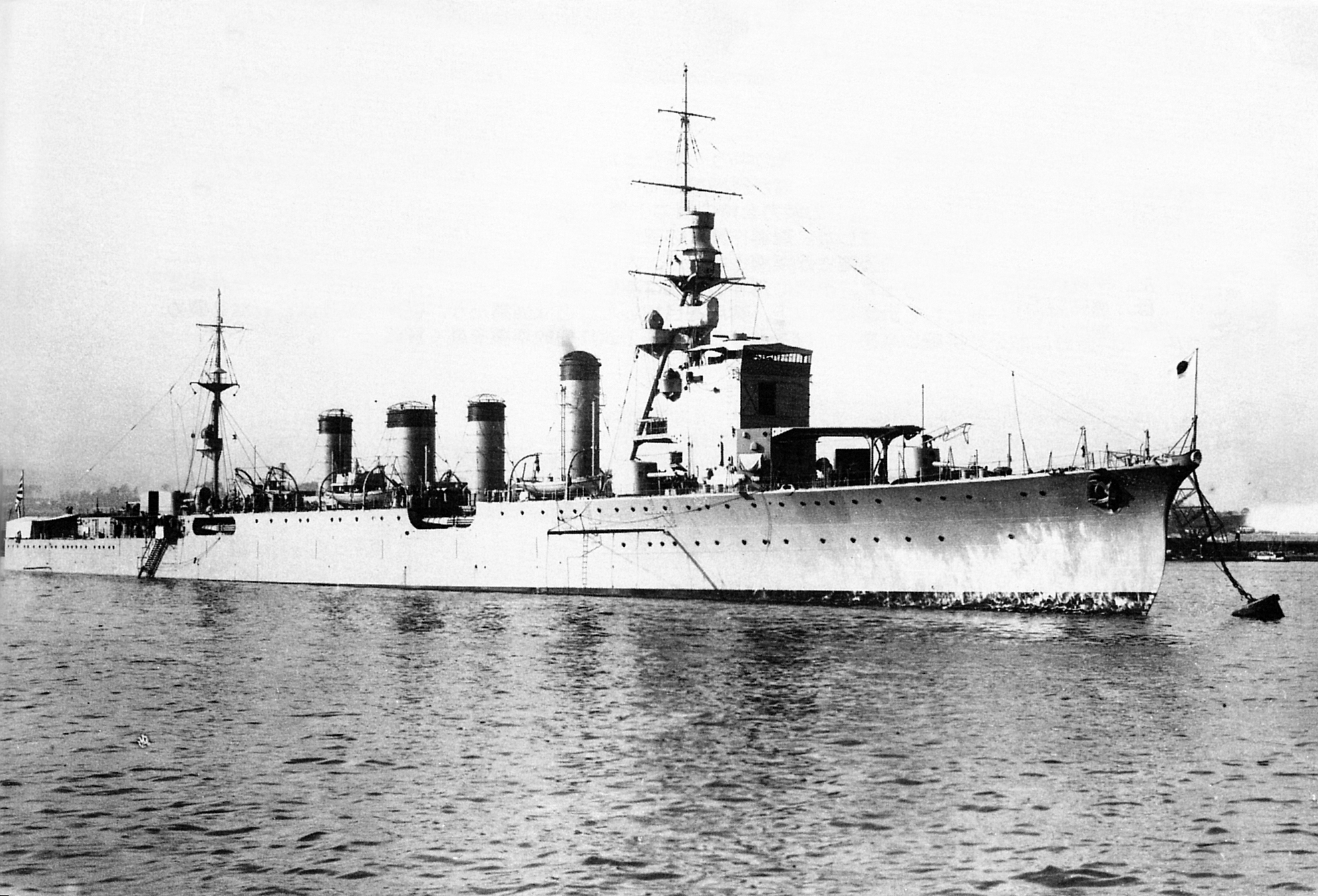
Il Naka poco dopo l'entrata in servizio

Le caratteristiche dei Sendai subirono varie modifiche dopo l'entrata in servizio delle unità. Il Jintsu subì alcune modifiche al disegno della prua nel 1927-1928, dopo che si rese necessaria la sua ricostruzione a seguito dei danni patiti in un incidente. L'apparato motore delle unità venne modernizzato tra il 1933 e il 1935, quando le caldaie da alimentazione mista furono sostituite con altre alimentate unicamente a olio combustibile. Dopo un grave incidente occorso alla torpediniera Tomozuru nel marzo 1934, capovoltasi durante delle manovre di addestramento, venne dedicata maggiore attenzione alla stabilità delle unità navali giapponesi e alla riduzione dei pesi in alto: nel caso dei Sendai, tra le varie misure adottate, fu imbarcata una zavorra solida del peso di 200 tonnellate (in aggiunta alla possibilità di imbarcare ulteriori 160-200 tonnellate di acqua di zavorra nel doppio fondo dello scafo); le varie sistemazioni fecero aumentare il dislocamento a pieno carico fino a quasi 8 000 tonnellate, ma ebbero effetti anche sulla velocità massima che calò a 32 nodi. Una catapulta per aerei fu aggiunta nel 1932 al Jintsu e poi nel 1933 alle altre due unità, collocata a poppa nello spazio in mezzo a due dei pezzi da 140 mm su un supporto rotante.
L'armamento antiaereo fu modificato e modernizzato più volte negli anni 1930 e 1940: gli obsoleti cannoni da 76 mm e le mitragliatrici furono dapprima rimpiazzati da una serie di mitragliere da 13,2 mm Type 93 (un impianto quadruplo e due singoli), poi sostituite o integrate da due impianti binati o tripli di mitragliere da 25 mm Type 96; il Naka ricevette anche, nel 1943, due cannoni da 127 mm Type 89 a impiego duale antinave/antiaereo. Gli impianti binati di tubi lanciasiluri furono rimpiazzati, nel 1941, da due impianti quadrupli di eguale calibro, mentre nel 1943 furono aggiunti due impianti per il lancio di bombe di profondità; apparati radar furono aggiunti nel 1943 al Naka e al Sendai.

## Unità
| Nome   | Cantiere                  | Impostazione                  | Varo            | Entrata in servizio | Destino finale |
| ------ | ------------------------- | ----------------------------- | --------------- | ------------------- | --- |
| Sendai | Mitsubishi di Nagasaki    | 16 febbraio 1922              | 30 ottobre 1923 | 29 aprile 1924      | affondato il 2 novembre 1943 da unità navali statunitensi durante la battaglia della baia dell'imperatrice Augusta         |
| Jintsu | Kawasaki di Kōbe          | 4 agosto 1922                 | 8 dicembre 1923 | 31 luglio 1925      | affondato il 13 luglio 1943 da unità navali statunitensi durante la battaglia di Kolombangara                              |
| Naka   | Mitsubishi di Yokohama    | 10 giugno 1922 24 maggio 1924 | 24 marzo 1925   | 30 novembre 1925    | affondato il 17 febbraio 1944 da attacchi aerei statunitensi al largo di Truk durante gli eventi dell'operazione Hailstone |
| Kako   | Arsenale navale di Sasebo | 15 febbraio 1922              | mai varato      | -                   | costruzione annullata il 17 marzo 1922, lo scafo fu demolito sullo scalo                                                   |